# Otites caph
Otites caph är en tvåvingeart som först beskrevs av Friedrich Hermann Loew 1854.  Otites caph ingår i släktet Otites och familjen fläckflugor. Inga underarter finns listade i Catalogue of Life.